# Los libros y la noche
Los libros y la noche es una película documental coproducción de Argentina y España filmada en colores dirigida por Tristán Bauer sobre su propio guion que se estrenó el 27 de abril de 2000 y que tiene como tema aspectos de la vida de Jorge Luis Borges.

## Nombre
La frase los libros y la noche es del Poema de los dones de Borges.

Nadie rebaje a lágrima o reproche
esta declaración de la maestría

de Dios, que con magnífica ironía
me dio a la vez los libros y la noche.

## Sinopsis
Una aproximación a Borges mediante la recreación de algunas de sus obras y la escenificación de varios aspectos de su pensamiento y de su vida.

## Temas musicales ejecutados en el filme
Se ejecutan la Sonata para piano en Mi Mayor Opus 109 de Ludwig van Beethoven, el Trío para piano en Do Menor Opus 101 de Johannes Brahms, la Suite para violonchelo Nro 6 en Re Mayor de Johann Sebastian Bach, Stabat Mater de Giovanni B. Pergolesi y la Milonga de Jacinto Chiclana de Jorge Luis Borges. Los intérpretes son Gabriela Olcese en violín, Daniel Tavella en violonchelo, Eduardo Olcese en piano y Moira Santa Ana en guitarra.

## Reparto
- Walter Santa Ana …Jorge Luis Borges
- Lorenzo Quinteros …Vendedor de biblias
- Héctor Alterio …Hombre del futuro
- Leonardo Sbaraglia …Borges joven
- Yvonne Fournery …Mujer de la nieve
- Lucas De Diego …Borges niño
- Matías Fernández Madrid …Padre de Borges
- Francisco Bauer …Bibliotecario Babel
- Mario Finocchiaro …Bibliotecario Babel
- Mario Dreszman …Bibliotecario Cané
- Alberto Vellagra …Bibliotecario Cané
- Vanesa Weis …Secretaria
- Matías Speroni ...Hombre de la nieve
- Manuel Vázquez …Hombre de la nieve
- Jorge Bieber …Hombre de la nieve
- Emilio Iacovone …Hombre de la nieve
- Jorge Luis Borges …Él mismo, material de archivo.

## Comentarios
Pablo Suárez en el sitio web cineismo opinó:

”Esta película… busca evocar la figura de Jorge Luis Borges e internar al espectador dentro del universo borgeano. No es de sorprender que con una premisa tan ambiciosa no encuentre prácticamente nada de lo que busca. También es probable que interne a más de un espectador en un estado de tedio casi letal.

Pablo O. Scholz escribió en Clarín:

…es, por momentos, una lograda recreación del universo borgeano. Un Borges sencillo, tímido, barroco, que dice escribir por símbolos para mantenerse oculto. Un Borges misántropo, cuyo destino debía ser literario....Bauer se le anima a la animación 3D allí donde la precisa, como por ejemplo en la inacabable caída de su protagonista en el laberinto de tiempo y espacio infinitos de una biblioteca...Walter Santa Ana cumple una actuación memorable como el viejo Borges. Su buen trabajo no radica en la preocupación por la semejanza física o gestual, sino en poder transmitir desde su voz el sentir y el pensamiento de Borges.

Gustavo Noriega en El Amante del Cine dijo:

«No hay cariño por el personaje ni irreverencia: es como si lo hubieran metido en una máquina de hacer documentales.»

Stella Maris Floris en Sin Cortes  escribió:

«Acierta con los efectos especiales sin perder el clima intimista y coloquial mostrado en toda la película. Acierta en la selección de cuentos y poesías del escritor.»

## Premios y candidaturas
Asociación de Cronistas Cinematográficos de la Argentina
Premios Cóndor 2001
- Alejandro Brodersohn, candidato al Premio al Mejor Montaje.

Festival de Cine Internacional de Friburgo 2000
- Tristán Bauer, candidato al Gran Premio.

Festival de Cine de La Habana 1999
- Tristán Bauer, ganador del Gran Premio Coral al filme documental.